# Kim Insuk
Kim Insuk  es una escritora surcoreana.

## Biografía
Kim Insuk nació en 1963 y es una escritora coreana de la generación 386 (escritores nacidos en la década de 1960, que fueron a la universidad en los ochenta y que cumplieron treinta años en los noventa, cuando se acuñó el término). Junto con Kyung Sook Shin y Gong Ji-young, es una de las escritoras más prominentes del grupo. Empezó pronto su carrera como escritora debutando nada más entrar en la universidad, cuando ganó el Premio Chosun Ilbo de literatura. Ha ganado los tres premios de literatura más importantes de Corea: el Premio Yi Sang, el Premio Dong-in y el Premio Daesan. Ha publicado más de 30 libros.
También ha vivido en China durante una época. En la primavera de 2011 vivió en Dalian con su hija.

## Obra
Kim Insuk trata de forma extensa la experiencia de los coreanos en el extranjero. De hecho, su libro La larga carretera (que ganó el Premio Hankook Ilbo de literatura el mismo año que se publicó) es la única obra de ficción coreana sobre este tema traducida al inglés. Es una de sus obras de ficción en las que retrata el tiempo que pasó en Australia en los noventa.
En 2003 ganó el Premio Yi Sang de literatura por El océano y la mariposa (Bada-wa nabi) y en 2010 ganó el Premio Dong-in de literatura por Adiós, Elena (Annyeong, ellena).
La publicación de su última obra en coreano ¿Cómo volverse loco con esta vida? (Michil su issgessni, i salm-e) se retrasó a petición propia. La historia trata sobre un destructivo terremoto y tsunami, por lo que creyó que sería inapropiado publicarla justo después del terremoto y el tsunami que sufrió Japón.

## Novelas
- Linaje (Pitjul 1983)
- Entre el invierno y la primaveza del 79 al 80 ( '79-'80 Gyeoul-eseo bom sai 1987)
- Por eso te abrazo (Geuraesea neo-reul anneunda 1994)
- La larga carretera (Meon gil 1995)
- La memoria de las flores (Kkot-ui gieok 1999)
- ¿Cómo volverse loco con esta vida? (Michil su issgessni, i salm-e)
- El océano y la mariposa (Bada-wa nabi)
- La autobiografía de esa mujer (2005)
- Adiós, Elena (Annyeong, ellena 2009)
- Sohyeon (2010)

## Recopilaciones de relatos cortos
- El filo del cuchillo y el amor (Kallal-gwa sarang 1993)
- Los zapatos de cristal (Yuri Gudu 1998)
- Esperando una banda de metal (Brass Band-reul gidarimyeo 2001)

## Premios
- Premio Yu Ju-hyeon de literatura (1984)
- Premio de Arte Literario de la República de Corea (1993)
- Premio Hankook Ilbo de literatura (1995)
- Premio Isan de literatura (1996)
- Premio de literatura contemporánea (Hyundae Munhak) (2000)
- Premio Yi Sang de literatura (2003 por El océano y la mariposa)
- Premio Yi Soo de literatura (2005)
- Premio Daesan de literatura (2006)
- Premio Dong-in de literatura (2010 por Adiós, Elena)
- Premio Hwang Sun-won de literatura (2012)